# Верхоляк Дмитро Кузьмич
Дмитро Кузьмич Верхоляк (псевдо: «Дуб»; 1928, с. Маркова, нині Богородчанський район, Івано-Франківська область — 8 січня 2016, там само) — радянський дисидент, фельдшер УПА та співробітник Служби безпеки ОУН. Воював з 1947 до 1955. В 1956 засуджений за «зраду Батьківщині» до розстрілу, проте вирок змінили на 25 років таборів. У 1970-х роках в ув'язненні брав участь у боротьбі в'язнів за свої права. Звільнений у 1980 році.

## Життєпис
Народився 1928 року в с. Маркова (нині Богородчанський район, Івано-Франківська область, Україна) у сім'ї Кузьми та Насті Верхоляків. З дитинства виділявся силою серед однолітків.
Після семи класів школи почав працювати на Тернопільщині. Після повернення додому у 1947 році та нетривалої роботи у рідному селі приєднався до повстанців. Батько благословив його словами «Сину, ти сам вибрав цю дорогу, то йди нею до кінця, не петляючи, як заєць».
Присягу складав двічі — як повстанець і як член ОУН.
До Організації Українських Націоналістів його прийняв полковник «Грім». Прізвисько «Дуб» отримав не тільки завдяки своїй кремезній постаті, але й на згадку про іншого повстанця, що загинув у бою.
Був поранений, під керівництвом свого лікаря опанував основи медичної допомоги та сам почав допомагати пораненим. За іншими даними був студентом-медиком. У підпіллі провів вісім років. З 1951 на 1952 зимували разом із Михайлом Зеленчуком, який в 1991—2012 очолював Всеукраїнське братство ОУН-УПА.
Коли НКВС знищило 17 травня 1954 криївку колишнього командира ВО-4 «Говерла» «Грома» на схилі гори Березовачка, поблизу села Зелена Надвірнянського району а полковник із дружиною Ольгою застрелилися, Верхоляк перейшов у глибоке підпілля.
У липні 1955-го, після зради Степана Іванківа («Остап»), був пійманий співробітниками НКВС. Під час допитів пропонували перейти на службу до НКВС у чині капітана.
14-16 лютого 1956 року у Станіславі пройшов відкритий суд над учасниками збройного підпілля ОУН, на якому Лука Гринішак («Довбуш») був засуджений до вищої міри покарання; Михайлу Зеленчуку («Деркач»), Ярославу Обрубанському («Ярковий») і Дмитру Верхоляку («Дуб») вища міра покарання була замінена на 25 років ВТТ. П'ятеро інших підсудних — Степан Іванків («Остап»), М. Венгрин («Байда»), дружина Гринішака Ганна Попович («Ружа»), дружина Д.Верхоляка Катерина Яцків (Яско) та І.Дзепчук — були засуджені до різних термінів ув'язнення.. Пропонували за заяву про те, що був силоміць затягнутий у банду, відпустити, однак відмовився, за що отримав ще 15 років. Перебував у таборі Перм-35.
Після проголошення незалежності України активний у громадському житті. Проживав у рідному селі, очолював Богородчанську районну організацію Братства УПА.
Похований з військовими почестями у рідному селі 10 січня 2016.

## Сім'я
Мав дружину Катерину Іванівну Яско (Яцків). Була засуджена того ж дня тим же судом до 10 років позбавлення волі. У 1959, після 3,5 року ув'язнення її звільнено. До 1969 допускались особисті побачення з чоловіком, після — тільки загальні.

## Нагороди
Указом Президента України нагороджено орденом князя Ярослава Мудрого V ступеня.